# Eucalyptus (Software)
Eucalyptus ist eine Open-Source-Infrastruktur zur Nutzung von Cloud-Computing auf Rechnerclustern. Der Name ist ein Akronym für Elastic Utility Computing Architecture for Linking Your Programs To Useful Systems. Es ist kompatibel zu Amazon Web Services wie z. B. S3 und EC2. Eucalyptus ist sowohl als Quelltext als auch als RPM- und DEB-Paket verfügbar. Zusätzlich ist es seit Ubuntu 9.04 in den Repositories von Canonical enthalten. Das Projekt wurde durch die University of California, Santa Barbara, initiiert.

## Aufbau
Eine Eucalyptus-Installation besteht aus folgenden Teilen:
- Cloud Controller
- Walrus Server
- Cluster Controller
- Storage Controller
- Node Controller

Der Cloud Controller übernimmt hierbei die Kontrolle über die gesamte Cloud. Der Walrus Server wird verwendet, um die sogenannten Buckets global zu speichern. Beide Komponenten sind nur einfach in der Cloud vorhanden.
Pro Cluster, das in der Cloud arbeiten soll, werden ein Cluster Controller und ein Storage Controller verwendet. Jeder Knoten innerhalb dieser Cluster muss den Node Controller installiert haben.
Um nun eine Anwendung in der Cloud rechnen zu lassen, müssen zunächst 3 verschiedene Buckets angelegt und beim Cloud Controller registriert werden. Diese Buckets enthalten dann den zu verwendenden Kernel, das Ramdisk-Image und das eigentlich Image. Sind diese korrekt installiert und registriert, kann mithilfe des Cloud Controllers eine Instanz davon erstellt werden. Diese Instanz wird nun durch Eucalyptus in der Cloud verteilt und es wird eine öffentliche IP-Adresse vergeben, mit der auf die Instanz zugegriffen werden kann.

## Produktentwicklung
Die Open-Source-Software Eucalyptus ging durch mehrere Ausgaben. Die erste Version (1.0) war im Umfeld eines Forschungsprojektes der University of California, Santa Barbara, entwickelt und herausgegeben worden. Eucalyptus Open Source Version 1.5.2 war die erste Ausgabe nach der Gründung des Unternehmens Eucalyptus Systems, Inc. Ausgaben von Eucalyptus OpenSource erfolgen zweimal jährlich im März und August.

### Ubuntu Enterprise Cloud (UEC)
Ab der Version 1.5 ist Eucalyptus in das freie Betriebssystem Ubuntu integriert worden und bildet den Kern der Ubuntu Enterprise Cloud (UEC). Ab Version 1.6.2 ist Eucalyptus Bestandteil von Debian GNU/Linux.

### Eucalyptus Enterprise Edition (EE)
Eucalyptus Enterprise Edition (EE) ist die kommerzielle Ausgabe, basierend auf Eucalyptus Open Source.